# Université Tulane
Pour les articles homonymes, voir Tulane.
L'université Tulane, en anglais Tulane University, est une université privée américaine, fondée en 1834 et située principalement à La Nouvelle-Orléans, dans l'État de la Louisiane.

## Histoire
Elle a été fondée en 1834 avec la création d'une faculté publique de médecine, avant de se diversifier vers l'ensemble des enseignements académiques traditionnels. Elle fut alors privatisée en 1884, sous la direction de Paul Tulane (en) et Josephine Louise Newcomb (en), devenant la seule université américaine à passer du public au privé.

## Facultés et départements
L'université Tulane est composée de dix facultés distinctes :
- School of Business
- Newcomb-Tulane College
- School of Architecture
- Law School
- School of Liberal Arts
- School of Medicine
- School of Public Health and Tropical Medicine
- School of Science and Engineering
- School of Social Work
- School of Continuing Studies

## Partenariat
Il existe un programme d'immersion en langue française avec le Centre international d'études françaises (CIDEF) situé à Angers, pour les étudiants avant leur année universitaire à l'université de la Sorbonne-Paris-IV ou à Sciences Po,

## Personnalités liées à l'université

### Professeurs
- Marc Zender
- Camille Farrah Lenain
- Marcello A. Canuto
- Grant S. McCall
- Christopher Rodning
- Tatsuya Murakami

### Étudiants
- Bryan Batt, acteur (Mad Men)
- Zachary Richard, auteur-compositeur-interprète de musique cadienne et de zydeco.
- Luis Guillermo Solis, président du Costa Rica
- David Filo, cofondateur de Yahoo!
- Eugénie Rocherolle, compositrice américaine.
- Richard Dennis, trader
- Kwaku Afriyie (1954-) est un agriculteur et homme politique ghanéen.